# Wilhelm (Luxemburg)

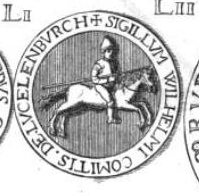
Siegel von Wilhelm, Graf von Luxemburg

Wilhelm von Luxemburg (* 1070; † zwischen dem 17. Juni 1129 und 23. April 1131) war nach dem Tode seines Bruders Heinrich III. Graf von Luxemburg von 1096 bis 1129, im Jahr 1096 Vogt von Echternach, sowie spätestens ab 1104 Graf von Gleiberg. Wilhelm war ein treuer kaiserlicher Parteigänger der Salier und tauchte oft in Urkunden im engsten kaiserlichen Gefolge neben Heinrich IV. und seinem Nachfolger Heinrich V. auf. Wilhelm wurde sogar zeitweise als Vicedominus des Reiches genannt und beurkundete 1122 das Wormser Konkordat mit.

## Leben und Wirken

### Herkunft und Herrschaftsantritt
Wilhelm stammte aus dem Hause Luxemburg, einer Seitenlinie der Wigeriche, und war ein Sohn von Konrad I. und der Clémence (auch Clementia) von Poitou († 4. Januar 1030), eine Tochter des Herzogs Wilhelm VII. von Aquitanien († 1058) und damit eine Nichte von Kaiserin Agnes von Poitou. Väterlicherseits war Wilhelm ein Neffe des Gegenkönigs Hermann von Salm. Wilhelms Vater Konrad war aber wie der Rest der Familie auf der Seite von Kaiser Heinrich IV. und Gegner Hermanns.
Mit dem Tod seines Bruders Heinrich III. erbte er nicht nur die Grafschaft Luxemburg, sondern auch die Vogtei Echternach. Wilhelm erbte außerdem zwischen 1095 und 1104 die Grafschaft Gleiberg, die zuvor Wilhelms kinderloser Vetter Hermann II. von Gleiberg aus der Luxemburg-Gleiberger Linie besaß, der vielleicht ein Bruder von Pfalzgraf Heinrich II. von Laach war. Sitz der Grafschaft war die Burg Gleiberg, die allerdings im Jahr 1103 von Heinrich V. erobert und zerstört wurde.

### Wilhelm als Gefolgsmann der Salier
Wie sein Vater Konrad war auch Wilhelm ein treuer Gefolgsmann von Kaiser Heinrich IV. und hatte offenbar gute Beziehungen zu ihm. Nach dem Zeugnis der Hildesheimer Annalen schickte Heinrich IV. ihn und den Pfalzgrafen Siegfried I. von Ballenstedt im Winter 1105 zu dem von Heinrich V. einberufenen Tag nach Mainz voraus, der bekanntlich mit der Gefangennahme Heinrichs IV. endete, aus der dieser sich dann allerdings wieder befreien konnte. Wilhelm ist dann nach dem Tod Heinrichs IV. mehrfach in den Urkunden von Heinrich V. nachweisbar, so im Jahr 1107, 1111 und zuletzt noch am 25. April 1122. Im Oktober 1119 nahm er an den Verhandlungen mit Calixt II. zur endgültigen Beilegung des Investiturstreits teil.
Wilhelm war ab 1111 in Auseinandersetzungen mit dem Bischof Richard III. von Verdun und Reinald I. von Bar verwickelt, mit dem Ziel der Ausschaltung des Grafen von Bar, eines politischen Gegners der Salier. Zwischen 1111 und 1114 wurde Wilhelm sogar die Grafschaft Verdun zugesprochen. Als Reinald von Bar aber aus Gefangenschaft entlassen wurde, gab Wilhelm die Grafschaft sowie die zuvor eroberten Städte Stenay und Mouzay an der oberen Maas wieder zurück. Weitere Auseinandersetzungen hatte Wilhelm mit dem Erzbischof Bruno von Trier. Dieser verhängte 1121 den Kirchenbann über ihn. In der Auseinandersetzung um die Thronfolge hat Wilhelm trotz der Blutsverwandtschaft mit Friedrich II. von Schwaben den bejahrten Lothar von Supplinburg († 1137), einen angeheirateten Cousin, unterstützt.

### Nachfolge
Nach Wilhelms Tod wurde sein Besitz unter seinen zwei Söhnen geteilt, wobei Konrad II. die Grafschaft Luxemburg behielt und Wilhelm (II.) die Grafschaft Gleiberg erbte. Wilhelms Mutter Clementia hatte wahrscheinlich ihren Witwensitz auf Burg Gleiberg und nannte sich „Gräfin von Gleiberg“. Sie stiftete am 17. Juni 1129 in Anwesenheit von Wilhelm und seiner Schwester Ermesinde das Kloster Schiffenberg südlich von Gießen. Wilhelm starb also zwischen dem 17. Juni 1129 und dem 23. April 1131, weil ein Kaiserdiplom an diesem Datum, welches der Abtei Echternach das Schifffahrtsrecht auf der Sauer bestätigt, bereits den Sohn Wilhelms, Konrad, als Fürbitter nennt.
Mit dem Tod von Wilhelms Sohn Konrad II. endete die Herrschaft des ersten luxemburgischen Grafenhauses in Luxemburg, wodurch Heinrich IV. von Namur die Grafschaft Luxemburg erbte.

## Nachkommen
1105 heiratete Wilhelm Luitgard von Northeim, Tochter von Kuno, Graf von Beichlingen und Kunigunde von Weimar-Orlamünde. Sie hatten drei Kinder:
- Konrad II. (* 1106, † 1136), Graf von Luxemburg, verheiratet mit Irmingard von Zutphen
- Wilhelm (* um 1110; † nach 1158), 1131 Graf von Gleiberg, Herr von Gießen, verheiratet mit Salome von Isenburg
- Luitgard (* 1120, † 1170), verheiratet mit Henri II. (* 1125, † 1211), Graf von Grandpré

Als weitere Kinder werden in der Literatur genannt:
- Adalbero, Propst von St. Paulin in Trier
- Siegfried, im jugendlichen Alter verstorben
- Ulrich, im jugendlichen Alter verstorben
- Friedrich, im jugendlichen Alter verstorben
- Agnes
- Mathilde

## Abstammung
| Ahnentafel von Wilhelm von Luxemburg | Ahnentafel von Wilhelm von Luxemburg                                                             | Ahnentafel von Wilhelm von Luxemburg                                                            | Ahnentafel von Wilhelm von Luxemburg                                                                                       | Ahnentafel von Wilhelm von Luxemburg                                                            | Ahnentafel von Wilhelm von Luxemburg | Ahnentafel von Wilhelm von Luxemburg |
| ------------------------------------ | ------------------------------------------------------------------------------------------------ | ----------------------------------------------------------------------------------------------- | --- | ----------------------------------------------------------------------------------------------- | ------------------------------------ | ------------------------------------ |
| Urgroßeltern                         | Friedrich im Moselgau (* 965; † 6. Oktober 1019) ⚭ Irmtrud von der Wetterau (* 972; † nach 1015) | N.N. ⚭ N.N.                                                                                     | Wilhelm V. von Aquitanien (* 969; † 31. Januar 1030) III. ⚭ 1019 Agnes von Burgund (* um 995; † 9. oder 10. November 1068) | N.N. ⚭ N.N.                                                                                     |                                      |                                      |
| Großeltern                           | Giselbert von Luxemburg (* 1007; † 14. August 1059) ⚭ N.N.                                       | Giselbert von Luxemburg (* 1007; † 14. August 1059) ⚭ N.N.                                      | Wilhelm VII. von Aquitanien (* 1023; † Herbst 1058) III. ⚭ Ermesinde                                                       | Wilhelm VII. von Aquitanien (* 1023; † Herbst 1058) III. ⚭ Ermesinde                            |                                      |                                      |
| Eltern                               | Konrad I. von Luxemburg (* um 1040; † 8. August 1086) ⚭ 1075 Clementia von Poitou († nach 1129)  | Konrad I. von Luxemburg (* um 1040; † 8. August 1086) ⚭ 1075 Clementia von Poitou († nach 1129) | Konrad I. von Luxemburg (* um 1040; † 8. August 1086) ⚭ 1075 Clementia von Poitou († nach 1129)                            | Konrad I. von Luxemburg (* um 1040; † 8. August 1086) ⚭ 1075 Clementia von Poitou († nach 1129) |                                      |                                      |
| Wilhelm                              |                                                                                                  |                                                                                                 | |                                                                                                 |                                      |                                      |